# 刺齿马先蒿
刺齿马先蒿（学名：Pedicularis armata）是列当科马先蒿属的植物，为中国的特有植物。分布于中国大陆的甘肃、四川等地，生长于海拔3,660米至4,600米的地区，一般生长在空旷高山草地中，目前尚未由人工引种栽培。